# Alu Alchanov
Alu Alchanov, född 20 januari 1957, är en tjetjensk politiker. Han var president i Tjetjenien 30 augusti 2004–15 februari 2007.